# Susanna Kwan
Susanna Kwan Kuk-ying (n. el 3 de mayo de 1958) es una cantante y actriz de Hong Kong. Ha participado como actriz de una serie de espectáculos difundida por la red TVB. Ella es conocida como la "Muñeca Grande" o la "Pequeña Madre Jurada" (por su actuación en la serie "Wong Sau-kum of Heart of Greed"). Ella se había casado con Lai Siu-tin, con quien más adelante se divorció. Del 5 de febrero de 1990 al 1 de enero de 2005 se trasladó a vivir a Canadá. El 2 de enero de 2005 volvió a Hong Kong, por invitación de la red TVB para ser nuevamente jurado en un concurso de canto.

## Filmografía

### TV series
| Año  | Título                                       | Personaje             |
| ---- | -------------------------------------------- | --------------------- |
| 1979 | The Good, The Bad and The Ugly 《網中人》    | Fong Suo Wah          |
| 1980 | The Brothers 《亲情》                        | Fung Chau Man         |
| 1982 | The Emissary 《猎鹰》                        | Wendy Ma              |
| 1983 | The Return of the Condor Heroes 《神鵰俠侶》 | Lam Chiu Ying (cameo) |
| 1984 | Once Upon an Ordinary Girl 《侬本多情》      | Tong Ying             |
| 2006 | Glittering Days                              | Chu Siu-Kiu           |
| 2007 | Heart of Greed                               | Wong Sau Kam          |
| 2008 | Moonlight Resonance                          | Salina Chung Siu Sa   |
| 2009 | Beyond the Realm of Conscience               | Yuen Chui Wan         |
| 2010 | Can't Buy Me Love                            | Ding Loi-hei          |

## TV series
- 狂潮 (Themesong) of Hotel (TVB) 1976
- 講不出聲 (Themesong) of Heart of Greed (TVB) 2007
- 無心害你 (Themesong) of Moonlight Resonance (TVB) 2008
- 宮心計 (Themesong) of Beyond the Realm of Conscience (TVB) 2009
- 萬千寵愛 (Themesong) of Can't Buy Me Love (TVB) 2010
- 各安天命 (Themesong) of Curse of the Royal Harem (TVB) 2011

## Premios
TVB Anniversary Awards (2007)
- Won: My Favourite Female Character as Wong Sau Kam in Heart of Greed
- Nominated: Best Actress as Wong Sau Kam in Heart of Greed

TVB Anniversary Awards (2008)
- Nominated: Best Actress as Chung Siu Sa in Moonlight Resonance
- Nominated: My Favourite Female Character as Chung Siu Sa in Moonlight Resonance

Astro Wah Lai Toi Drama Awards 2008
- Nominated: My Favourite Female Character as Wong Sau Kam in Heart of Greed
- Won: Most Favourite Theme Song Award for the song "Speechless" in Heart of Greed